# Campionato europeo di roller derby
Il campionato europeo di roller derby è una competizione sportiva internazionale  in cui si assegna il titolo europeo di roller derby femminile.

## Elenco edizioni
| Anno          | Ospitante   |          | Finale    | Finale   | Finale   |           | Finale terzo e quarto posto | Finale terzo e quarto posto | Finale terzo e quarto posto |
| Anno          | Ospitante   | Vincente | Risultato | 2º posto | 3º posto | Risultato | 4º posto                    |                             |                             |
| 2014 Dettagli | Belgio Mons | Francia  | 136 - 127 | Germania | Belgio   | 202 - 142 | Paesi Bassi                 |                             |                             |

### Albo d'oro
| Squadra  | 1º | 2º | 3º |
| Francia  | 1  | 0  | 0  |
| Germania | 0  | 1  | 0  |
| Belgio   | 0  | 0  | 1  |